# Abbs Valley
Abbs Valley es un lugar designado por el censo ubicado en el condado de Tazewell en el estado estadounidense de Virginia. En el Censo de 2020 tenía una población de 299 habitantes y una densidad poblacional de 49,75 habitantes por km². Fue incluido como CDP en el censo de 2020.

## Geografía
Abbs Valley se encuentra ubicado en las coordenadas 37°14′38″N 81°27′08″O / 37.24389, -81.45222. Según la Oficina del Censo de los Estados Unidos,  tiene una superficie total de 6,01km², de la cual 5,88 km² corresponden a tierra firme y 013 km² a agua.